# Oxalis mandioccana
Oxalis mandioccana é uma espécie de planta do gênero Oxalis e da família Oxalidaceae. 

## Forma de vida
É uma espécie terrícola e subarbustiva. 

## Descrição
| Raiz               | Raiz                            |
| ------------------ | ------------------------------- |
| tipo               | fibrosa                         |
| Caule              |                                 |
| tipo               | haste                           |
| Folha              |                                 |
| disposição         | espiralada/agrupada             |
| folíolo            | persistente                     |
| estípula           | ausente                         |
| ápice              | inteiro agudo/inteiro acuminado |
| pecíolo            | piloso                          |
| raque foliar       | ausente                         |
| superfície adaxial | pilosa                          |
| superfície abaxial | pilosa                          |
| folíolo mediano    | lanceolado/ovado/suborbicular   |
| Inflorescência     |                                 |
| tipo               | dicásio                         |
| pedúnculo          | piloso                          |
| Flor               |                                 |
| pedicelo           | piloso                          |
| sépala             | glabrescente/pilosa             |
| calosidade         | ausente                         |
| corola             | branca                          |
| estigma            | sub capitado                    |
| óvulo              | 1                               |
| Fruto              |                                 |
| lóculo             | glabro                          |

## Conservação
A espécie faz parte da Lista Vermelha das espécies ameaçadas do estado do Espírito Santo, no sudeste do Brasil. A lista foi publicada em 13 de junho de 2005 por intermédio do decreto estadual nº 1.499-R. 

## Distribuição
A espécie é encontrada nos estados brasileiros de Espírito Santo, Minas Gerais e Rio de Janeiro. 
A espécie é encontrada no domínio fitogeográfico de Mata Atlântica, em regiões com vegetação de floresta ombrófila pluvial.